# 유세프 므사크니
유세프 므사크니(아랍어: يوسف المساكني, 1990년 10월 28일 ~ )는 튀니지의 축구 선수로 현재 카타르 스타스 리그의 알아라비 SC에서 공격수로 활약하고 있으며 튀니지 축구 국가대표팀의 주장을 맡고 있다.

## 선수 경력

### 클럽
2007년 스타드 튀니지앵에서 프로에 정식 데뷔하여 2007-08 시즌까지 공식전 28경기 8골을 기록한 뒤 2008년 에스페랑스 스포르티브로 이적하여 2012-13 시즌 도중까지 공식전 138경기 46골을 터뜨리며 팀의 리그 4연패(2008-09 ~ 2011-12), 2011-12 튀니지컵 우승, 2011년 CAF 챔피언스리그 우승 및 2번의 CAF 챔피언스리그 준우승(2010, 2012) 등의 주역으로 맹활약했다.
그 뒤 2012-13 시즌 도중 한화 약 18억원이라는 아랍 지역 역사상 최고 이적료를 경신하며 카타르 스타스 리그의 알두하일 SC와 입단 계약을 체결한 후 2020-21 시즌 초반까지 공식전 194경기 99골을 터뜨리며 리그 5회 우승(2013-14, 2014-15, 2016-17, 2017-18, 2019-20) 및 1회 준우승(2012-13), 카타르 에미르컵 3회 우승(2016, 2018, 2019), 카타르컵 3회 우승(2013, 2015, 2018) 및 2회 준우승(2014, 2016), 카타르 슈퍼컵 2회 우승(2015, 2016) 및 3회 준우승(2014, 2017, 2018) 등의 화려한 업적을 남겼으며 특히 2017-18 시즌에서는 리그 22경기 25골이라는 폭발적인 득점력으로 리그 득점왕에 올랐다.
그리고 2018-19 시즌에는 벨기에 프로 리그의 KAS 오이펜으로 임대 이적 후 공식전 13경기 3골을 기록하며 벨기에컵 8강 진출, 리그 유로파리그 플레이오프 진출의 성적을 남겼고 2020-21 시즌에는 카타르 스타스 리그의 알아라비 SC로 2번째 임대 이적을 확정지었다.

### 국가대표팀
2009년 12월 14일 감비아와의 평가전에서 국제 A매치 데뷔전을 치른 뒤 1달 후에 열린 2010년 아프리카 네이션스컵 본선에 참가했으나 팀은 조별리그에서 탈락했다.
그 후 모로코와의 2012년 아프리카 네이션스컵 C조 조별리그 1차전에서 A매치 데뷔골을 결승골로 장식하며 팀의 2-1 승리를 안겼고 뒤이어 니제르와의 2차전에서도 2경기 연속골을 터뜨려 팀의 8강 진출에 일조했지만 팀은 8강에서 가나에 1-2로 석패하며 4강 문턱에서 주저앉았다.
이후 2013년 아프리카 네이션스컵에서는 팀의 조별리그 탈락을 지켜봤고 2017년 아프리카 네이션스컵에서는 2015년에 이어 2대회 연속 8강에 올랐지만 8강에서 2013년 아프리카 네이션스컵 준우승의 돌풍을 일으켰던 부르키나파소에 0-2로 완패하며 부르키나파소의 4년만의 4강 진출의 희생양이 되고 말았다.
그리고 2017년 10월 7일 기니와의 2018년 FIFA 월드컵 아프리카 지역 3차 예선 A조 5차전에서 해트트릭을 작성하며 튀니지의 12년만의 월드컵 본선 진출을 이끌었지만 정작 월드컵 본선 출전 명단에는 자신의 이름을 올리지 못했다.
그 후 2019년 아프리카 네이션스컵에서 2골을 터뜨려 자국에서 우승을 차지한 2004년 이후 15년만의 팀의 4강 진출에 일조했고 2022년 FIFA 월드컵의 전초전인 2021년 FIFA 아랍컵에서도 2골을 터뜨려 사상 첫 아랍컵 결승 진출 및 준우승의 주역으로 활약했다.

## 같이 보기
- A매치 100경기 이상 출전한 축구 선수 명단